# XV. Armeekorps
XV. Armeekorps var en tysk armékår under andra världskriget, även känd som Gruppe Hoth / Panzergruppe Hoth under invasionen av Frankrike. Den bildades den 10 oktober 1938 och omorganiserades till Panzergruppe 3 den 16 november 1940.

## Västfronten 1940
Huvudartikel Fall Gelb

### Organisation
Var en del av 4. Armén.
- 7. Panzer-Division (Erwin Rommel)
- 5. Panzer-Division (Heinrich von Vietinghoff)
- 2. Infanterie-Division (mot)

### Befälhavare
- Generaloberst Hermann Hoth 10 oktober 1938-16 november 1940

### Stabschef
- Generalmajor Joachim Stever 10 oktober 1938-11 februari 1940
- Oberstleutnant Julius von Bermuth 15 mars 1940-12 september 1940
- Oberst Walter von Hünersdorff 12 september 1940-16 november 1940